# Budișteni (okręg Ardżesz)
Budișteni – wieś w Rumunii, w okręgu Ardżesz, w gminie Leordeni. W 2011 roku liczyła 299 mieszkańców.